# UFC 193
UFC 193: Rousey vs. Holm（ユーエフシー・ワンナインティスリー：ラウジー・バーサス・ホルム）は、アメリカ合衆国の総合格闘技団体「UFC」の大会の一つ。2015年11月14日、オーストラリア・ビクトリア州メルボルンのエディハド・スタジアムで開催された。

## 大会概要
本大会ではUFC世界女子バンタム級タイトルマッチとUFC世界女子ストロー級タイトルマッチが組まれた。
Australian FCミドル級王者スティーブ・ケネディがUFCデビュー。
入場者数56,214人はUFC 129を抜いて団体新記録となった。
FOXスポーツ1で生中継されたポストファイトショーも平均視聴者数49万人で団体新記録となった。
同大会はTwitterで8590万件以上のツイートがありスポーツ中継の新記録となった。

### カード変更
負傷などによるカードの変更は以下の通り。
- ブレンダン・オライリー → アントン・ザフィア（第2試合）

- ヒカルド・アブレウ → スティーブ・モンゴメリー（第4試合）

- マイケル・ビスピン → ユライア・ホール（第8試合）

- ロビー・ローラー vs. カーロス・コンディット → ローラーの負傷により中止

- ブレンダン・オライリー vs. ウィリアム・マカリオ → マカリオの負傷により中止

## 試合結果

### アーリープレリム
第1試合 フライ級ワンマッチ 5分3R
○  ベン・ガイエン vs.  ライアン・ブノワ ×
1R 2:35 リアネイキドチョーク
第2試合 ウェルター級ワンマッチ 5分3R
○  ジェームス・ムーンタスリ vs.  アントン・ザフィア ×
1R 4:36 TKO（左バックブロー）
第3試合 ウェルター級ワンマッチ 5分3R
○  リチャード・ウォルシュ vs.  スティーブ・ケネディ ×
3R終了 判定3-0（30-27、30-27、29-28）
第4試合 ミドル級ワンマッチ 5分3R
○  ダニエル・ケリー vs.  スティーブ・モンゴメリー ×
3R終了 判定3-0（29-28、29-28、29-28）

### プレリミナリーカード
第5試合 フライ級ワンマッチ 5分3R
○  ダニー・マルティネス vs.  リチー・ヴァスリック ×
3R終了 判定3-0（30-27、30-27、30-27）
第6試合 ライトヘビー級ワンマッチ 5分3R
○  ジャン・ヴィランテ vs.  アンソニー・ペロシュ ×
1R 2:56 KO（右ストレート）
第7試合 ウェルター級ワンマッチ 5分3R
○  カイル・ノーク vs.  ペーター・ソボッタ ×
1R 2:01 TKO（前蹴り→パウンド）
第8試合 ライト級ワンマッチ 5分3R
○  ジェイク・マシューズ vs.  アクバル・アレオラ ×
2R終了時 TKO（ドクターストップ）

### メインカード
第9試合 ヘビー級ワンマッチ 5分3R
○  ジャレッド・ロショルト vs.  ステファン・ストルーフェ ×
3R終了 判定3-0（29-28、29-28、29-28）
第10試合 ミドル級ワンマッチ 5分3R
○  ロバート・ウィテカー vs.  ユライア・ホール ×
3R終了 判定3-0（30-27、30-27、29-28）
第11試合 ヘビー級ワンマッチ 5分3R
○  マーク・ハント vs.  アントニオ・シウバ ×
1R 3:41 TKO（右ストレート→パウンド）
第12試合 UFC世界女子ストロー級タイトルマッチ 5分5R
○  ヨアナ・イェンジェイチック vs.  ヴァレリー・レターノー ×
5R終了 判定3-0（49-46、49-46、50-45）
※イェンジェイチックが2度目の防衛に成功。
第13試合 UFC世界女子バンタム級タイトルマッチ 5分5R
○  ホリー・ホルム vs.  ロンダ・ラウジー ×
2R 0:59 KO（左ハイキック→パウンド）
※ホルムが王座獲得に成功。

### 各賞
ファイト・オブ・ザ・ナイト： ホリー・ホルム vs. ロンダ・ラウジー
パフォーマンス・オブ・ザ・ナイト： ホリー・ホルム、カイル・ノーク
各選手にはボーナスとして5万ドルが支給された。